# Hopea recopei
Hopea recopei är en tvåhjärtbladig växtart som beskrevs av Jean Baptiste Louis Pierre och Jean Marie Antoine de Lanessan. Hopea recopei ingår i släktet Hopea och familjen Dipterocarpaceae. Inga underarter finns listade i Catalogue of Life.